# Anastasio Alberto Ballestrero
Anastasio Alberto Ballestrero, O.C.D. (3. října 1913, Janov, Itálie – 21. června 1998, Bocca di Magra) byl italský arcibiskup, kardinál a člen řádu bosých karmelitánů.

## Student, řeholník a kněz
Narodil se 3. října 1913 v Janově Giacomu Ballestrero a Antoniettě Daffunchio. Byl pokřtěn ve farnosti S. Zita dne 2. listopadu 1913 a přijal jméno Alberto. Navštěvoval základní školu v Janově a poté vstoupil do Collegio Belimbau. Dne 2. října 1924 nastoupil do Semináře Bosých Karmelitánů v Deserto di Varazze a vstoupil do řádu. Hábit si oblékl 12. října 1928 a přijal jméno Anastasio del Santissimo Rosario. Zanedlouho v září 1932 byl převeden do janovského kláštera S. Anna, aby mohl studovat filosofii a teologii. Trpěl 2 roky život ohrožující infekcí. V březnu 1935 byl vysvěcen na podjáhna a v prosinci tého roku byl vysvěcen na jáhna. Kněžské svěcení přijal 6. června 1936 v katedrále svatého Vavřince z rukou Carla Dalmazia Minorettiho. Působil jako profesor filosofie na studentato S. Anna v Janově. Dne 22. dubna 1945 byl zvolen převorem kláštera sv. Anny a v 3. dubna 1948 zastával funkci provinciála Ligurie a tuto funkci zastával až do května 1954. Poté byl zvolen generálem řádu preposito 9. dubna 1955 a byl znovuzvolen 21. dubna 1961 tuto funkci zastával do 20. května 1967.

## Biskup a kardinál
Dne 21. prosince 1973 ho papež Pavel VI. jmenoval metropolitním arcibiskupem Bari–Canosa. Biskupské svěcení přijal 2. února 1974 z rukou Sebastiana Baggio, spolusvětiteli byli Michele Mincuzzi, Enrico Romolo Compagnone, O.C.D.. Funkci arcibiskupa Bari vykonával do dne 1. srpna 1977 kdy byl jmenován arcibiskupem Turína. Poté o dva roky později 30. června 1979 byl jmenován papežem Janem Pavlem II. kardinálem-knězem s titulárním kostelem Santa Maria sopra Minerva.
Zemřel 21. června 1998 v Bocca di Magra a je pohřben v kryptě karmelitánského kláštera S. Giuseppe del Deserto Varazze.